# Liste der Kulturdenkmale in Ilberstedt
In der Liste der Kulturdenkmale in Ilberstedt sind alle  Kulturdenkmale der Gemeinde Ilberstedt und ihrer Ortsteile aufgelistet. Grundlage ist das Denkmalverzeichnis des Landes Sachsen-Anhalt, das auf Basis des Denkmalschutzgesetzes des Landes Sachsen-Anhalt vom 21. Oktober 1991 durch das Landesamt für Denkmalpflege und Archäologie Sachsen-Anhalt erstellt und seither laufend ergänzt wurde (Stand: 31. Dezember 2022).

## Kulturdenkmale nach Ortsteilen

### Ilberstedt
| Lage                                                   | Bezeichnung        | Beschreibung               | Erfassungs- nummer | Ausweisungsart               | Bild |
| ------------------------------------------------------ | ------------------ | -------------------------- | ------------------ | ---------------------------- | --- |
| Nordwestlich der Ortslage (Karte)                      | Bahnhof            |                            | 094 61290          | Baudenkmal                   | Weitere Bilder                                                                                                |
| Am Denkmal (Karte)                                     | Kriegerdenkmal     |                            | 094 60335          | Kleindenkmal                 | Kriegerdenkmal                                                                                                |
| Am Denkmal 3 Am Denkmal (Karte)                        | Gutshaus           | Halunkenburg               | 094 60334          | Baudenkmal                   | [[Vorlage:Bilderwunsch/code!/C:51.801735,11.666336!/D:Am Denkmal 3 Am Denkmal,!/\|BW]]                        |
| An den 6 Steinen (Karte)                               | Denkmal            | Kreuzsteine von Ilberstedt | 094 60325          | Kleindenkmal                 | Denkmal |
| An den 6 Steinen (Karte)                               | Kreuzstein         |                            | 094 60326          | Kleindenkmal                 | BW |
| Breite Straße 29 Neben der Katholischen Kirche (Karte) | Schule             |                            | 094 60337          | Baudenkmal                   | [[Vorlage:Bilderwunsch/code!/C:51.804021,11.670192!/D:Breite Straße 29 Neben der Katholischen Kirche,!/\|BW]] |
| Denkmalstraße 5 (Karte)                                | Wohnhaus           |                            | 094 60332          | Baudenkmal                   | BW |
| Denkmalstraße 8 (Karte)                                | Gutshaus           |                            | 094 60333          | Baudenkmal                   | BW |
| Denkmalstraße 10, 12 (Karte)                           | Bauernhof          |                            | 094 60330          | Baudenkmal                   | BW |
| Denkmalstraße 20 (Karte)                               | Wohnhaus           |                            | 094 60328          | Baudenkmal                   | BW |
| Denkmalstraße 8a (Karte)                               | Torturm, Wohnhaus  |                            | 094 60331          | Baudenkmal                   | BW |
| Lindenstraße 31 (Karte)                                | Wohnhaus           |                            | 094 60336          | Baudenkmal                   | BW |
| Lindenstraße 37 (Karte)                                | Gutshaus Weibezahl | Gutshaus                   | 094 60339          | Baudenkmal                   | BW |
| Cölbigker Straße, Lindenstraße                         | Park               | Park                       | 094 60339 001      | Teilobjekt eines Baudenkmals | |
| Rathmannsdorfer Straße 1, 3 Am Bahnhof (Karte)         | Wohnhaus           | Wohnhaus                   | 094 60338          | Baudenkmal                   | [[Vorlage:Bilderwunsch/code!/C:51.807493,11.651205!/D:Rathmannsdorfer Straße 1, 3 Am Bahnhof,!/\|BW]]         |
| Schulstraße 10 (Karte)                                 | Schule             |                            | 094 60329          | Baudenkmal                   | BW |
| Schulstraße 11 (Karte)                                 | Wohnhaus           |                            | 094 60327          | Baudenkmal                   | BW |
| Wendlandstraße (Karte)                                 | Kirche             |                            | 094 60323          | Baudenkmal                   | Kirche |
| Wendlandstraße 5 (Karte)                               | Pfarrhaus          |                            | 094 60324          | Baudenkmal                   | BW |
| Wendlandstraße 38 (Karte)                              | Bauernhof          |                            | 094 60340          | Baudenkmal                   | BW |
| Wendlandstraße x                                       | Wohnhaus           | Haus Nettelbeck            | 094 60341          | Baudenkmal                   | |

### Bullenstedt
| Lage                                             | Bezeichnung         | Beschreibung | Erfassungs- nummer | Ausweisungsart               | Bild |
| ------------------------------------------------ | ------------------- | ------------ | ------------------ | ---------------------------- | --- |
| Ehemaliges Rittergut Steinkopffscher Hof (Karte) | Gruftanlage         |              | 094 60092          | Baudenkmal                   | BW |
| Dorfstraße (Karte)                               | Steinkopffscher Hof | Rittergut    | 094 60093          | Baudenkmal                   | BW |
| Dorfstraße, Mühlstraße                           | Park                | Park         | 094 60093 001      | Teilobjekt eines Baudenkmals | |
| Dorfstraße 2 Gegenüber dem Weibezahl-Hof (Karte) | Wohnhaus            |              | 094 60344          | Baudenkmal                   | [[Vorlage:Bilderwunsch/code!/C:51.795027,11.671478!/D:Dorfstraße 2 Gegenüber dem Weibezahl-Hof,!/\|BW]] |
| Dorfstraße 29 (Karte)                            | Gasthaus            |              | 094 60343          | Baudenkmal                   | BW |

### Cölbigk
| Lage                         | Bezeichnung | Beschreibung | Erfassungs- nummer | Ausweisungsart | Bild |
| ---------------------------- | ----------- | ------------ | ------------------ | -------------- | ---- |
| Außerhalb des Dorfes (Karte) | Friedhof    |              | 094 60091          | Baudenkmal     | BW   |
| (Karte)                      | Kloster     |              | 094 60090          | Baudenkmal     | BW   |

## Ehemalige Kulturdenkmale nach Ortsteilen
Die nachfolgenden Objekte waren ursprünglich ebenfalls denkmalgeschützt oder wurden in der Literatur als Kulturdenkmale geführt. Die Denkmale bestehen heute jedoch nicht mehr, ihre Unterschutzstellung wurde aufgehoben oder sie werden nicht mehr als Denkmale betrachtet. Mitunter sind Einzelobjekte aber noch immer Bestandteil eines geschützten Denkmalbereichs.

### Bullenstedt
| Lage                  | Bezeichnung | Beschreibung | Erfassungs- nummer | Ausweisungsart | Bild |
| --------------------- | ----------- | ------------ | ------------------ | -------------- | ---- |
| Dorfstraße 21 (Karte) | Wohnhaus    |              | 094 60342          | Baudenkmal     | BW   |

## Legende
In den Spalten befinden sich folgende Informationen:
- Lage: Nennt den Straßennamen und wenn vorhanden die Hausnummer des Kulturdenkmals. Die Grundsortierung der Liste erfolgt nach dieser Adresse. Der Link „Karte“ führt zu verschiedenen Kartendarstellungen und nennt die geographischen Koordinaten.
Link zu einem Kartenansichtstool, um Koordinaten zu setzen. In der Kartenansicht sind Baudenkmale ohne Koordinaten mit einem roten bzw. orangen Marker dargestellt und können in der Karte gesetzt werden. Baudenkmale ohne Bild sind mit einem blauen bzw. roten Marker gekennzeichnet, Baudenkmale mit Bild mit einem grünen bzw. orangen Marker.
- Offizielle Bezeichnung: Nennt den Namen, die Bezeichnung oder zumindest die Art des Kulturdenkmals und verlinkt, soweit vorhanden, auf den Artikel zum Objekt.
- Beschreibung: Nennt bauliche und geschichtliche Einzelheiten des Kulturdenkmals, vorzugsweise die Denkmaleigenschaften.
- Erfassungsnummer: Für jedes Kulturdenkmal wird in Sachsen-Anhalt eine 20stellige Erfassungsnummer vergeben. Die letzten zwölf Ziffern werden für die Untergliederung nach Teilobjekten genutzt und werden nur angegeben, soweit vergeben. In dieser Spalte kann sich folgendes Icon  befinden, dies führt zu Angaben zu diesem Baudenkmal bei Wikidata.
- Ausweisungsart: Die Einordnung des Denkmales nach § 2 Abs. 2 DenkmSchG LSA
- Bild: Ein Bild des Denkmales, und gegebenenfalls einen Link zu weiteren Fotos des Kulturdenkmals im Medienarchiv Wikimedia Commons. Wenn man auf das Kamerasymbol klickt, können Fotos zu Kulturdenkmalen aus dieser Liste hochgeladen werden: